# María-Cristina-Wasserfall

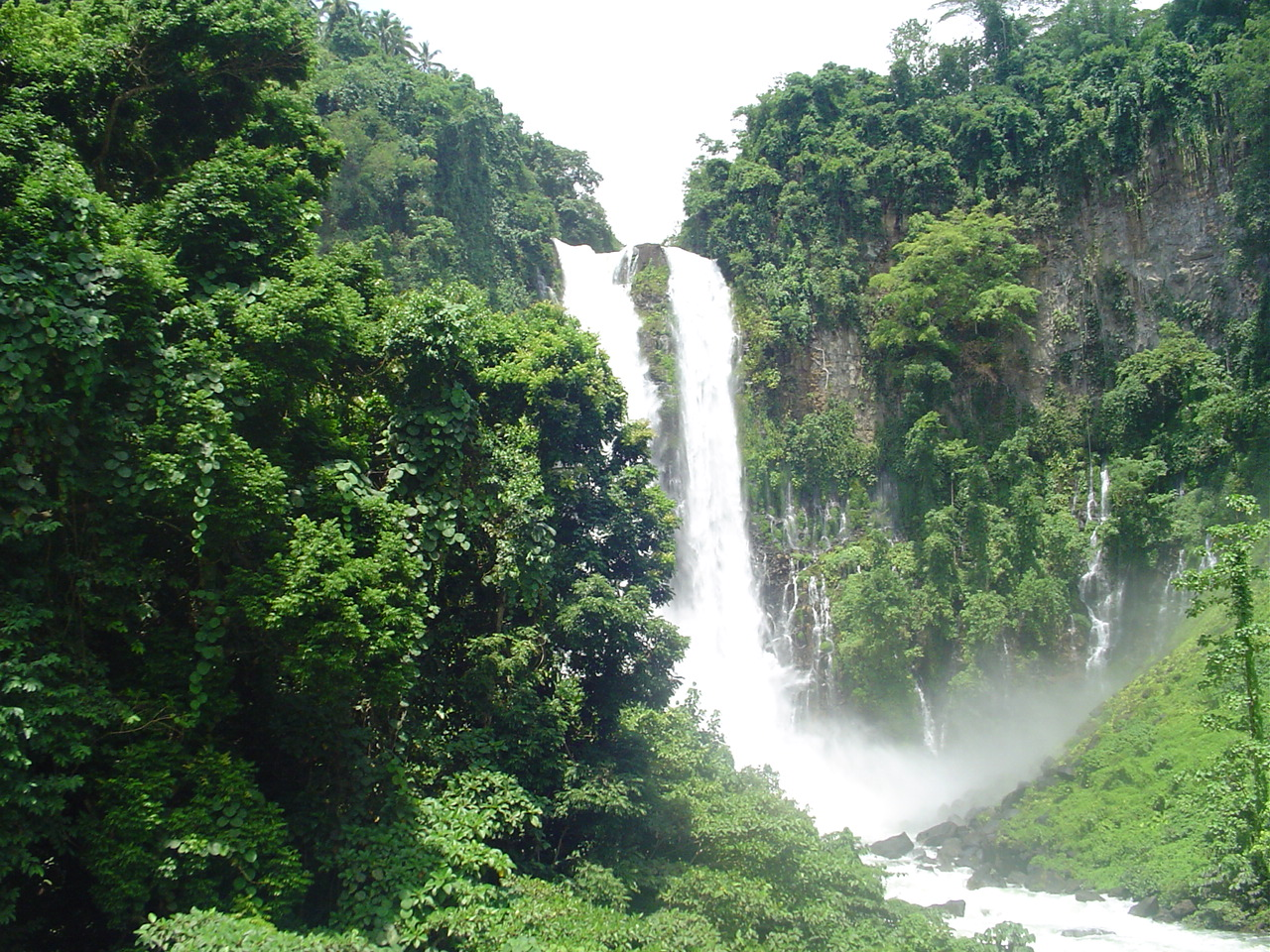
Die María Cristina Falls

Der María-Cristina-Wasserfall gehört mit einer Höhe von 98 m zu den sehenswertesten Wasserfällen auf den Philippinen und ist ein Wahrzeichen der Stadt Iligan. Diese trägt den Beinamen City of Majestic Waterfalls (Stadt der majestätischen Wasserfälle).

## Geografie
Die María-Cristina-Wasserfälle sind Teil des Agus River, der – aus dem Lanao-See kommend – in die Bucht von Iligan strömt. Der Fluss teilt sich in zwei Zweige, von denen der eine das Wasser über den María-Cristina-Wasserfall führt, der andere über den Linamon-Wasserfall stürzen lässt.
Die Wasserfälle liegen 8,5 Kilometer südwestlich des Stadtkerns von Iligan in der philippinischen Provinz Lanao del Norte auf der Insel Mindanao. Außer seiner natürlichen Schönheit und seiner majestätischen Eleganz, sind die María-Cristina-Wasserfälle zudem eine Hauptenergiequelle für die anliegende Industrie und die gesamte Inselumgebung von Mindanao.

## Mythologie
Es gibt eine Sage, wie die Fälle zu ihrem Namen gekommen sind. Danach gab es einmal zwei wunderschöne Schwestern, die nahe den Fällen lebten. Die jüngere hieß Maria, die ältere Cristina. Beide hatten sich sehr gerne und teilten alles miteinander. Sie liebten auch ihre Nachbarn so, wie sich selbst. Da sich die Schönheit der beiden herumsprach, kamen viele Männer, um ihnen einen Heiratsantrag zu machen, aber die Geschwister wiesen alle zurück.
Nun gab es einen unglücklichen Sohn eines Sultans, der nahe dem Lanao-See lebte und einfach nicht die Frau fürs Leben finden konnte. Er reiste oft um den See, und eines Tages kam er zu den Wasserfällen und sah dort die beiden Mädchen. Er verliebte sich sofort in die beiden, aber die Schwestern wussten nicht, welche von ihnen er favorisierte. Es vergingen einige Tage, bis sich Maria bewusst wurde, dass sie sich unsterblich in den jungen Mann verliebt hatte.
Da sie sich unklar über die Gefühle des Sultansohns war, verzweifelte sie, bestieg die Wasserfälle und stürzte sich vom höchsten Punkt herab. Als Cristina vom Tod ihrer Schwester erfuhr, bestieg auch sie die Fälle und folgte Maria in den Tod.
Als der junge Mann nach den Schwestern suchte, fand er die toten Körper der Mädchen. Er barg die Leichen der beiden und begrub sie unter den Fällen. Dann gab er den Fällen den Namen der beiden Mädchen, die er geliebt hatte, und ging von dannen, ohne jemals zu heiraten.